# 리하르트 쿠란트
리하르트 쿠란트(독일어: Richard Courant, 1888년 1월 8일 ~ 1972년 1월 27일)는 독일 제국 태생의 수학자이다.

## 생애
프로이센(오늘날 폴란드) 루블리니에츠(폴란드어: Lubliniec)에서 태어났다. 어려서 쿠란트 가족은 크워츠코(폴란드어: Kłodzko), 브로츠와프를 거쳐 1905년 베를린으로 이사하였다. 쿠란트는 브로츠와프에 남아서, 브로츠와프 대학교에 입학하였다. 그러나 과목이 너무 쉬워 당시 수학에서 최고의 명성을 누렸던 괴팅겐 대학교로 전학하였다. 여기서 다비트 힐베르트의 조교가 되었고, 1910년 박사 학위를 수여받았다.
제1차 세계 대전에 참전하였으나 입영한 뒤 곧 부상당해 실제로 많이 전투에 참여하지 않았다. 전후 1919년 괴팅겐 대학교 수학 교수 카를 룽게의 딸 네리나 룽게(독일어: Nerina Runge)와 혼인하였다.
1928년부터 1933년 사이 뮌스터 대학교에 교수로 있었다. 유대인이었던 쿠란트는 1933년 나치 독일을 탈출해, 케임브리지 대학교에 1년 있다가 뉴욕 대학교로 갔고 여기서 1936년 교수가 되었다. 뉴욕 대학교의 쿠란트 수학연구소는 쿠란트의 이름을 딴 것이다.
1972년 뉴로셸에서 사망하였다.

## 출판물
- Courant, R. (1937), 《Differential and Integral Calculus》 I, 번역 McShane, E. J. 2판, New York: Interscience, ISBN 978-4-87187-838-8

- Courant, R. (1936), 《Differential and Integral Calculus》 II, 번역 McShane, E. J., New York: Interscience, ISBN 978-4-87187-835-7

- Courant, Richard; John, Fritz (1965), 《Introduction to Calculus and Analysis》 I, New York: Interscience, ISBN 978-3-540-65058-4

- Courant, Richard; John, Fritz (1974), 《Introduction to Calculus and Analysis》 II/1, New York: Interscience, ISBN 978-3-540-66569-4

- Courant, Richard; John, Fritz (1974), 《Introduction to Calculus and Analysis》 II/2, New York: Interscience, ISBN 978-3-540-66570-0

- Courant, Richard; Hilbert, David (1953), 《Methods of Mathematical Physics》 I 2판, New York: Interscience, ISBN 978-0-471-50447-4, MR 0065391 (archive) (translated from German: Methoden der mathematischen Physik I, 2nd ed, 1931)[3]

- Courant, Richard; Hilbert, David (1962), 《Methods of Mathematical Physics》 II, New York: Interscience, doi:10.1002/9783527617234, ISBN 978-0-471-50439-9, MR 0140802 (translated from German: Methoden der mathematischen Physik II, 1937)[4]

- Courant, R.; Friedrichs, K. O. (1948), 《Supersonic Flow and Shock Waves》, New York: Interscience[5]

- Courant, Richard; Robbins, Herbert (1941), 《What is Mathematics?》, Oxford University Press